# Cry for Me (canção de Camila Cabello)
"Cry for Me" é uma canção da cantora cubana-mexicana Camila Cabello, Foi lançada em 4 de outubro de 2019, como terceiro single de seu segundo álbum de estúdio, Romance (2019).

## Antecedentes
Cabello anunciou o lançamento da faixa nas redes sociais em 2 de outubro.

## Recepção crítica
Emily Zemler, da Rolling Stone, descreveu a música como uma "faixa pop que reflete o sentimento de pausa em que você quer que seu ex seja tão infeliz quanto você".

## Apresentações ao vivo
Camila apresentou pela primeira vez "Cry for Me" no Saturday Night Live, em 12 de outubro de 2019.

## Créditos e equipe
Créditos adaptados da Tidal.
- Camila Cabello – vocais, composição
- Frank Dukes – produção, composição
- Ryan Tedder – compositor
- Fahad Alhaj - compositor
- Louis Bell – produção, composição
- Dave Kutch – mestre em engenharia
- Manny Marroquin – engenharia de mixagem

## Desempenho nas tabelas musicais
| Tabela musical (2019)                           | Melhor posição |
| ----------------------------------------------- | -------------- |
| Canadá (Canadian Hot 100)                       | 81             |
| Croácia (HRT)                                   | 93             |
| Escócia (Official Charts Company)               | 48             |
| Eslováquia (Singles Digitál Top 100)            | 50             |
| Estados Unidos (Bubbling Under Hot 100 Singles) | 15             |
| Estados Unidos (Digital Song Sales)             | 29             |
| Irlanda (IRMA)                                  | 57             |
| Lituânia (AGATA)                                | 35             |
| Nova Zelândia (RMNZ)                            | 5              |
| Reino Unido (UK Singles Chart)                  | 85             |
| República Checa (Singles Digitál Top 100)       | 78             |
| Suécia (Sverigetopplistan)                      | 95             |